# Vanessa Anne Hudgens
Vanessa Anne Guangco Hudgens, més coneguda com a Vanessa Anne Hudgens o Vanessa Hudgens, és una cantant i actriu nord-americana nascuda el 14 de desembre del 1988 a Salines, Califòrnia. Va debutar l'any 2003 a la pantalla gran, i va aparèixer a dues pel·lícules de Hollywood, Thirteen i Thunderbirds. Però va començar a ser coneguda l'any 2006 amb la pel·lícula de Disney Channel, High School Musical. Més endavant va treure el seu primer CD en solitari, anomenat V.

## Biografia
Vanessa Anne Guangco Hudgens va néixer el 14 de desembre de 1988. Té una germana, Stella Hudgens que també és actriu. El seu pare, Greg Hudgens, va néixer als Estats Units però els seus avantpassats eren irlandesos. La seva mare, Gina Guangco, va néixer a les Filipines i els seus avantpassats són filipins, xinesos i espanyols. Tots els seus avis eren músics.
Quan Hudgens va tenir 8 anys, es va començar a presentar a teatres musicals com a cantant i va aparèixer a produccions locals com Evita, Carrusel, El mago de Oz, El rey y yo, The music man i Cenicienta, mai va ser protagonista...
Va audicionar un anunci amb èxit, i més endavant es va traslladar a Los Angeles amb la seva família, de la qual ella encara n'està propera.
Ella també va anar al Kingsbrook Business i a la Enterprise College a Deanshanger, Anglaterra, allà va destacar molt notablement per la seva qualitat musical i teatral.

## Carrera cinematogràfica

### Pel·lícules i Televisió
Vanessa Hudgens va començar de molt joveneta a aparèixer a musicals.
Va debutar a Thirteen com a Noel i va aparèixer a la pel·lícula de l'estiu 2004, Thunderbirds com a Tintin.
Les seves aparicions a la televisió inclouen els papers de convidat a Quíntuplets, Still Standing, Cover me, Robbery Homicide, Brothers García y Zack y Cody: Bessons en Acció, com a companya de clase de la Maddie (Ashley Tisdale).
Hudgens va aconseguir la popularitat entre el públic adolescent després de ser una de les actrius principals al costat de Zac Efron, Ashley Tisdale i Lucas Grabeel a la pel·lícula original de Disney Channel, High School Musical.
La pel·lícula va d'una adolescent, Gabriella Montez (ella) i un adolescent, Troy Bolton (Zac Efron) s'adonen que tot i que són molt diferents, s'atrauen.

## Filmografia
Filmografia:
| Any  | Títol                         | Paper            | Notes                                                                                    |
| ---- | ----------------------------- | ---------------- | ---------------------------------------------------------------------------------------- |
| 2002 | Still Standing                | Tiffany          | Episodi: "Still Rocking"                                                                 |
| 2002 | Robbery Homicide Division     | Nicole at 10     | Episodi: "Had"                                                                           |
| 2003 | Thirteen                      | Noel             |                                                                                          |
| 2003 | The Brothers Garcia           | Lindsey          | Episodi: "New Tunes"                                                                     |
| 2004 | Thunderbirds                  | Tintin           |                                                                                          |
| 2005 | Quintuplets                   | Carmen           | Episodi: "Coconut Kapow"                                                                 |
| 2006 | High School Musical           | Gabriella Montez | Disney Channel Original Movie                                                            |
| 2006 | Drake & Josh                  | Becca            | Episodi: "Little Sibling"                                                                |
| 2006 | The Suite Life of Zack & Cody | Corrie           | Episodis: Kept Man, Neither a Borrower Nor a Speller Bee, Not So Suite 16, Forever Plaid |
| 2007 | High School Musical 2         | Gabriella Montez | Disney Channel Original Movie                                                            |
| 2008 | High School Musical 3         | Gabriella Montez | Disney Channel Original Movie                                                            |
| 2009 | School RockBand               | Sa5m             |                                                                                          |

## Discografia

### Àlbums
| Informació de l'àlbum |
| --- |
| V - Sortida: 26 de setembre 2006 (U.S.) 4 de desembre 2006 (UK) 10 d'octubre, 2006 (CAN) 26 de desembre 2006 (FR), 17 de març 2007 (AUS) - Discogràfica: Hollywood Records - Posició E.U.A. Billboard: #24 (U.S.) - Vendes als E.U.A.: 500,000+ (As of July 2007) - RIAA certificació: Gold - Singles oficials: - 2006: "Come Back to Me" - 2007: "Say OK" |